# Wanda Norwid-Neugebauer
Wanda Jadwiga Norwid-Neugebauer, z domu Leśkiewicz, primo voto Bilewska (ur. 26 grudnia 1885 w Żerewie (powiat owrucki) albo Derewie na Polesiu albo Warszawie, zm. 29 listopada 1957 w Whitby) – polska działaczka społeczna, polityk, senator w II Rzeczypospolitej.

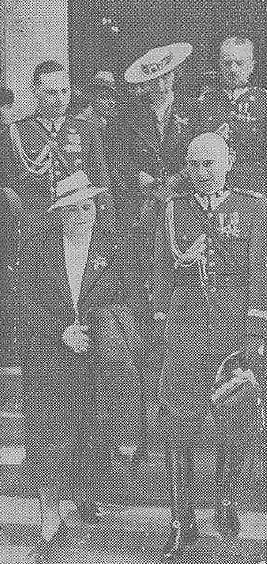
Wanda Norwid-Neugebauer i Marszałek Edward Śmigły-Rydz podczas 12. Walnego Zjazdu Rodziny Wojskowej (1938)

## Życiorys
Ukończyła prywatną szkołę techniczną dla kobiet w Warszawie, ponadto kursy: ogrodniczy przy Uniwersytecie Jagiellońskim i pielęgniarski. Od 1900 roku mieszkała w Krakowie. Była członkinią Towarzystwa Szkoły Ludowej: założyła i kierowała kołem im. J. Słowackiego, od 1912 roku należała do Polskich Drużyn Strzeleckich, Polskiego Skarbu Wojskowego oraz Koła Miłośniczek Drużyn Strzeleckich, Drużyny Strzeleckiej im. S. Żółkiewskiego.
Po wybuchu I wojny światowej działała w 1914 w intendenturze, służbie sanitarnej i wywiadzie Legionów Polskich. We własnym domu założyła szwalnię bielizny i mundurów oraz kwatery dla legionistów. Współzałożycielka Ligi Kobiet Galicji i Śląska a następnie przewodniczącą jej koła krakowskiego oraz wiceprzewodnicząca Naczelnego Zarządu LKGiŚ (1915–1917).
Po wojnie była  działaczką Ligi Kobiet Polskich i przewodniczącą jej koła krakowskiego, następnie przewodniczącą Koła Polek w Warszawie i Wilnie, przewodniczącą Komitetu Wojewódzkiego Związku Pracy Obywatelskiej Kobiet. Od 1932 roku była przewodniczącą Klubu Sportowego Stowarzyszenia „Rodzina Wojskowa”, a od 1933 roku była wiceprzewodniczącą Zarządu Naczelnego Stowarzyszenia. Była również współzałożycielką „Rodziny Urzędników Skarbowych” i Towarzystwa „Opieka”. Pełniła funkcję wiceprzewodniczącej Rady Narodowej Polek, była członkinią Unii Polskich Związków Obrońców Ojczyzny i członkinią Rady Naczelnej OZN.
W wyborach 1935 roku została wybrana zastępczynią senatora IV kadencji (1935–1938) z województwa łódzkiego. Po śmierci senatora Stanisława Mańkowskiego (24 marca 1937 roku) złożyła ślubowanie 28 maja 1937 roku i została senatorem.
W wyborach 1938 roku została wybrana zastępczynią senatora V kadencji (1938–1939) z województwa łódzkiego.
Po II wojnie światowej przebywała na uchodźstwie w Kanadzie. Zmarła 29 listopada 1957 w Whitby. Została pochowana w Toronto na cmentarzu Pine Hills.

## Ordery i odznaczenia
- Krzyż Oficerski Orderu Odrodzenia Polski[2]
- Złoty Krzyż Zasługi (19 marca 1937)[7][1]
- Medal Niepodległości (18 października 1932)[8]

## Życie rodzinne
Wanda Jadwiga była córką Władysława Leśkiewicza i Barbary z Wyhowskich, siostrą Anieli Krzyżanowskiej. Dwukrotnie zamężna: w 1903 roku wyszła za Władysława Bilewskiego, 29 listopada 1918 roku za Mieczysława Norwida-Neugebauera, generała dywizji, ministra robót publicznych w II RP.
Z żadnego małżeństwa nie miała dzieci.